# Canton de Montfort-le-Gesnois
Le canton de Montfort-le-Gesnois est une ancienne division administrative française située dans le département de la Sarthe et la région Pays de la Loire.

## Géographie
Ce canton était organisé autour de Montfort-le-Gesnois dans l'arrondissement de Mamers. Son altitude variait de 52 m (Champagné) à 157 m (Le Breil-sur-Mérize) pour une altitude moyenne de 78 m.

## Histoire
Le canton s'appelait avant 1985 « canton de Montfort-le-Rotrou ».

## Représentation

### Conseillers généraux de 1833 à 2015
| Période         | Période           | Identité                                                                | Étiquette          | Qualité |
| --------------- | ----------------- | ----------------------------------------------------------------------- | ------------------ | --- |
| 1833            | 1836              | René Anselme Rivière (1773-1841)                                        |                    | Maire de Montfort-le-Rotrou |
| 1836            | 1845              | François Firmin Sevin (1800-1867)                                       |                    | Avoué et avocat au Mans |
| 1845            | 1852              | Marquis Aymard de Nicolay                                               |                    | Propriétaire, maire de Montfort-le-Rotrou (1848-1852) |
| 1852            | 1864              | Adrien Joseph Auguste Amalric marquis d'Haucourt, comte de Mailly-Nesle |                    | Ancien pair de France, ancien maire de Pontvallain, propriétaire à Requeil |
| 1864            | 1871              | Alphonse-Alfred Haentjens                                               | bonapartiste       | Propriétaire, maire de Saint-Corneille, député (1863-1870, 1871-1881 et 1882-1884)                                                                                                   |
| 1871            | 1872 (démission)  | M. Langlois                                                             |                    | Propriétaire au Mans |
| 1872            | 1874              | Hippolyte Armand Lecornué                                               |                    | Juge de paix et propriétaire au Mans |
| 1874            | 1884 (décès)      | Alphonse-Alfred Haentjens                                               | Bonapartiste       | Propriétaire, maire de Saint-Corneille, député (1863-1870, 1871-1881 et 1882-1884)                                                                                                   |
| 1884            | 1910              | Comte Roger de Nicolay                                                  | Conservateur       | Maire de Montfort-le-Rotrou |
| 1910            | 1913 (décès)      | Charles Levasseur                                                       | Rad.               | Maire de Torcé-en-Vallée (1899-1903) |
| 1914            | 1940              | Henri Monchatre (1870-1943)                                             | Rad.               | Négociant, maire du Breil-sur-Mérize |
|                 |                   |                                                                         |                    | |
| 1945            | 1959 (démission)  | Alexandre Maugé                                                         | SFIO puis Soc.ind. | Maire de Lombron |
| 21 février 1960 | 1961 (annulation) | Paul Gouyet                                                             | DVG                | Receveur-buraliste Maire de Montfort-le-Rotrou (1947-1965) |
| 1961            | 1985              | Michel Beaufils (1913-1993)                                             | Rad.               | Imprimeur, maire de Connerré |
| 1985            | 2011              | Marcel-Pierre Cléach                                                    | DVD puis UMP       | Administrateur de sociétés, premier vice-président du conseil général, sénateur (1995-2014), président d'honneur de la CC du Pays des Brières et du Gesnois, ancien maire de Lombron |
| 2011            | 2015              | Christophe Chaudun                                                      | PS                 | Professeur de collège, maire de Connerré, élu en 2015 dans le canton de Savigné-l'Évêque                                                                                             |

Le canton participe à l'élection du député de la deuxième circonscription de la Sarthe.

### Conseillers d'arrondissement (de 1833 à 1940)
Le canton de Montfort appartenait à l'arrondissement du Mans jusqu'en 2006.
| Période                                  | Période | Identité        | Étiquette | Qualité |
| ---------------------------------------- | ------- | --------------- | --------- | --- |
| 1833                                     |         | M. Guyard       |           | Adjoint au maire de Connerré                                                                                |
|                                          |         |                 |           | |
| av.1885                                  |         | Léon Habert     |           | |
|                                          |         |                 |           | |
| ?                                        | 1937    | Alphonse Sonnet |           | Herbager, marchand de bestiaux, maire de Saint-Mars-la-Brière                                               |
| 1937                                     | 1940    | M. Galpin       | Radical   | |
| 1940                                     |         |                 |           | Les conseils d'arrondissement ont été suspendus par la loi du 12 octobre 1940 et n'ont jamais été réactivés |
| Les données manquantes sont à compléter. |         |                 |           | |

## Composition

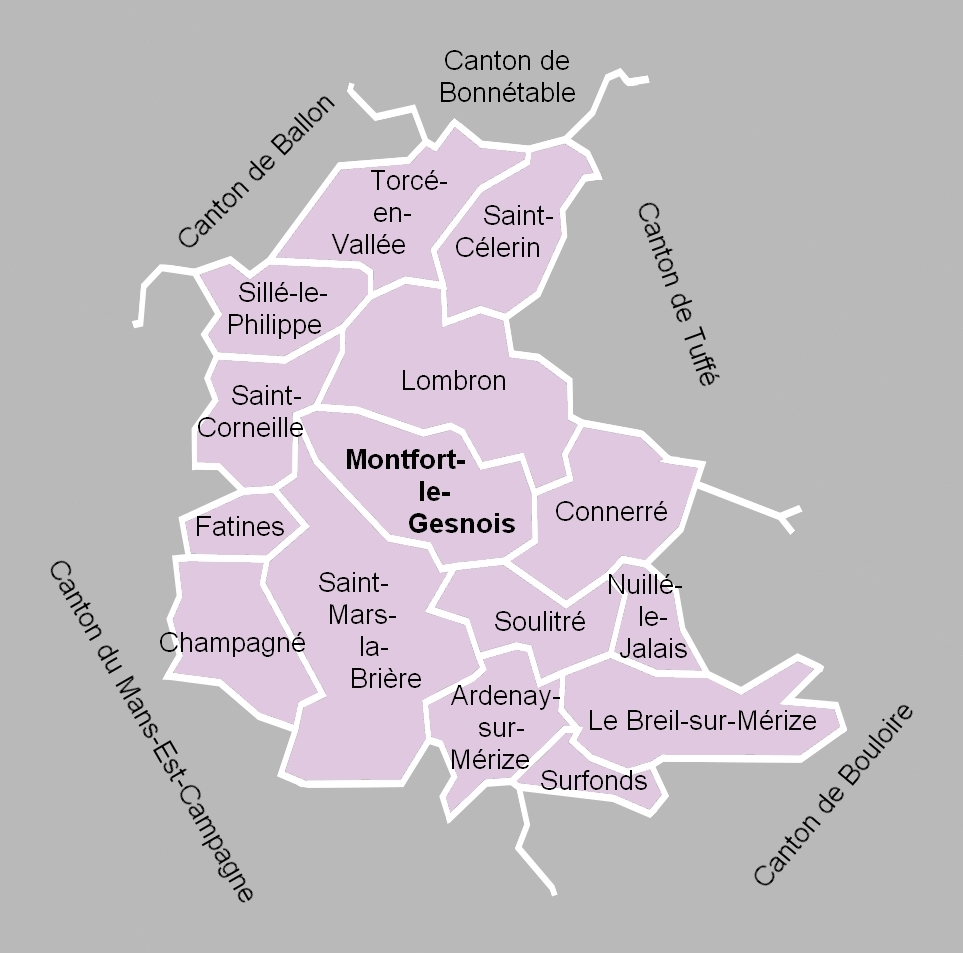
La carte des communes du canton. Les cantons limitrophes étaient ceux de Ballon, de Bonnétable, de Tuffé, de Bouloire et du Mans-Est-Campagne.

Le canton de Montfort-le-Gesnois comptait 22 971 habitants en 2012 (population municipale) et regroupait quinze communes :
- Ardenay-sur-Mérize ;
- Le Breil-sur-Mérize ;
- Champagné ;
- Connerré ;
- Fatines ;
- Lombron ;
- Montfort-le-Gesnois ;
- Nuillé-le-Jalais ;
- Saint-Célerin ;
- Saint-Corneille ;
- Saint-Mars-la-Brière ;
- Sillé-le-Philippe ;
- Soulitré ;
- Surfonds ;
- Torcé-en-Vallée.

À la suite du redécoupage des cantons pour 2015, toutes les communes à l'exception de Champagné sont rattachées au canton de Savigné-l'Évêque. La commune de Champagné est intégrée au canton de Changé.

### Anciennes communes
Les anciennes communes suivantes étaient incluses dans le canton de Montfort-le-Gesnois :
- Saussay, absorbée en 1806 par Montfort (Montfort-le-Rotrou en 1891).
- Saint-Denis-du-Tertre, absorbée en 1809 par Saint-Mars-la-Brière.
- Montfort-le-Rotrou, absorbée en 1985 par Pont-de-Gennes. La commune prend alors le nom de Montfort-le-Gesnois.

## Démographie
| 1990   | 1999   | 2006   | 2011   | 2012   |
| ------ | ------ | ------ | ------ | ------ |
| 18 229 | 19 099 | 21 378 | 22 792 | 22 971 |